# Mbo Mpenza
Mbo Jérôme Mpenza (Kinshasa, 4 december 1976) is een Belgisch voormalig voetballer van Congolese afkomst die speelde als aanvaller. Hij is de oudere broer van Émile Mpenza. In 2021 was Mpenza kortstondig sportief directeur bij de Belgische voetbalclub Royal Excel Moeskroen.

## Clubcarrière
Aan het begin van zijn carrière speelde hij voor LC Mesvins, KV Kortrijk en Excelsior Moeskroen, samen met zijn jongere broer Émile Mpenza. In 1997 transfereerde hij samen met zijn broer naar Standard Luik. Halverwege het seizoen 1999/2000 verhuisde hij naar Sporting Portugal en met die ploeg won hij er de titel. Het daaropvolgende seizoen werd hij echter verdrongen door Portugees international Sá Pinto en speelde hij slechts 7 matchen zonder te scoren. Daarna transfereerde hij naar Galatasaray, maar ook daar was hij niet succesvol. In 2002 keerde hij uiteindelijk terug naar België en ging hij weer voor Moeskroen spelen, waar hij weer een hoog niveau haalde. In 2003 werd hij derde in de stand van de gouden schoen na winnaar Aruna Dindane en Walter Baseggio. Zijn sterke prestaties leverden uiteindelijk een transfer naar RSC Anderlecht op. Hier kende hij een sterke periode waarin hij veel doelpunten scoorde, maar toch verloor hij na enkele seizoenen zijn basisplaats. Na zijn bankzittersstatuut bij Anderlecht ging hij als vrije speler in de zomer van 2008 naar het Griekse AE Larissa 1964. Daar kwam hij vanwege een blessure echter niet aan spelen toe en op 8 december 2008 ontbond hij zijn contract. Reeds een dag daarna besloot Mpenza een einde te maken aan zijn voetballoopbaan.

## Interlandcarrière
In 1997 speelde hij tegen Wales voor het eerst bij de nationale ploeg. Hij zou uiteindelijk een interlandcarrière van 10 jaar uitbouwen, met wisselend succes. Vooral tijdens de periode van Aimé Antheunis als bondscoach was hij een vaste waarde en was hij samen met Eric Deflandre vice-aanvoerder na Bart Goor. Op 10 september 2007 speelde hij zijn 56e en laatste cap tegen Kazachstan. Hij scoorde drie keer voor de Duivels en behoorde 66 keer tot de selectie. Hoewel hij een sterk aanvalsduo met zijn broer Emile vormde tijdens hun periode bij Moeskroen en Standard, zouden ze nadien bij de nationale ploeg maar zelden samen in de basis starten. Mbo speelde op de WK's van 1998 en 2002 (in 2002 was Emile er niet bij), en op EURO 2000.

## Statistieken

### Jeugdcarrière
| seizoen   | club          | land   | competitie | wed. | goals |
| --------- | ------------- | ------ | ---------- | ---- | ----- |
| 1986-1989 | L.C. Mesvins  | België |            |      |       |
| 1989–1993 | K.V. Kortrijk | België |            |      |       |

### Profcarrière
| seizoen   | club                | land        | competitie    | wed. | goals |
| --------- | ------------------- | ----------- | ------------- | ---- | ----- |
| 1993–1996 | K.V. Kortrijk       | België      | Tweede klasse | 63   | 34    |
| 1996-1997 | Excelsior Moeskroen | België      | Eerste klasse | 30   | 12    |
| 1997-1999 | Standard Luik       | België      | Eerste klasse | 52   | 20    |
| 2000-2001 | Sporting Portugal   | Portugal    | SuperLiga     | 35   | 3     |
| 2001      | Galatasaray         | Turkije     | Süper Lig     | 0    | 0     |
| 2002-2004 | Excelsior Moeskroen | België      | Eerste klasse | 62   | 27    |
| 2004-2008 | RSC Anderlecht      | België      | Eerste klasse | 86   | 20    |
| 2008      | AE Larissa 1964     | Griekenland | Super League  | 0    | 0     |
|           |                     |             | Totaal        | 328  | 116   |

## Na afloop van spelerscarrière
In 2012 stelt Mpenza zich kandidaat bij de gemeenteraadsverkiezingen in Graven voor de lokale partij L'Equipe.
In juni 2021 werd bekend dat Mpenza terugkeerde naar Royal Excel Moeskroen, de club waar hij als speler nog actief was. Mpenza werd er sportief directeur als opvolger Diego Lopez. Echter in oktober dat jaar werd hij reeds ontslagen wegens tegenvallende resultaten en opgevolgd door Philippe Saint-Jean.
Mpenza heeft de UEFA-managmentopleiding Executive Master for International Players (MIP) gedaan.

## Privé
Mbo Mpenza heeft drie kinderen.